# Primavera de Praga
La Primavera de Praga  (en txec: Pražské jaro, en eslovac: Pražská jar) va ser un breu període reformista i de liberalització política a Txecoslovàquia entre el 5 de gener i el 21 d'agost de 1968. Va iniciar-se amb l'elecció del reformista Alexander Dubček com a Primer Secretari del Partit Comunista de Txecoslovàquia i va finalitzar amb la invasió del país per part de la Unió Soviètica i d'altres membres del Pacte de Varsòvia, que aturaren les reformes.
Les reformes de la Primavera van ser una aposta decidida per part de Dubček de donar més drets als ciutadans de Txecoslovàquia, tot iniciant un procés de descentralització de l'economia i democratització així com d'aixecament de les restriccions sobre els mitjans, la llibertat d'expressió i de circulació. Després d'un debat sobre la divisió del país en tres repúbliques; Bohèmia, Moràvia-Silèsia i Eslovàquia, Dubček aprovà la decisió de dividir-lo en dues; la República Txeca i Eslovàquia, canvi que finalment va culminar-se el 1992.
Les reformes, especialment la descentralització de l'autoritat administrativa, van ser vistes amb recel pels soviètics, que després de negociacions fallides, van enviar 500.000 militars del Pacte de Varsòvia per ocupar el país en aplicació del que es coneixeria com a Doctrina Bréjnev. Davant d'una força militar superior els txecoslovacs reaccionaren fonamentalment mitjançant accions no violentes com intents de confraternització, de distracció de les tropes enemigues i violacions del toc de queda. Gràcies a aquestes accions de resistència civil, en la línia dels moviments pels drets civils de l'època en altres indrets del món, la invasió prevista inicialment per uns pocs dies va allargar-se diversos mesos. Les poques accions violentes, com l'autoimmolació de l'estudiant Jan Palach, no van significar en cap cas una resistència militar a gran escala.
Després de la Primavera, Txecoslovàquia va entrar en un període anomenat normalització, on els diferents líders txecoslovacs, particularment el president Gustáv Husák, van intentar reinstaurar les condicions econòmiques i polítiques prèvies a l'elecció de Dubček. Txecoslovàquia va romandre sota control soviètic fins a la també pacífica Revolució de Vellut de 1989. El relatiu èxit de la resistència no-violenta durant el procés, se cita com un dels elements clau que van facilitar la transició del país cap a la democràcia durant la Caiguda de la Unió Soviètica a principis dels anys 90.
La Primavera de Praga destaca com a font d'inspiració d'artistes com Václav Havel, Karel Husa, Karel Kryl o Milan Kundera, que va escriure la seva obra magna, La insostenible lleugeresa del ser, basada en aquests fets.

## Antecedents

### Desestalinització i recessió
Txecoslovàquia, com la resta de països del bloc de l'Est havia començat un procés de desestalinització durant els anys 50 i 60. Liderat pel secretari general del Partit Comunista Antonín Novotný aquest procés era significativament més lent en aquest país. Després de la mort de Nikita Khrusxov, Novotný havia declarat que el socialisme s'havia completat i proclamat una nova constitució l'any 1960, que canvià oficialment el nom del país a República Socialista Txecoslovaca. No obstant això, el procés era lent, i la rehabilitació de les víctimes de l'estalinisme, com els condemnats en el judici de Slánský, encara es va fer esperar fins a l'any 1967.
A principis dels anys 60, Txecoslovàquia travessava també un període de recessió. El model d'industrialització soviètica, preparat fonamentalment per economies menys desenvolupades, no semblava funcionar bé a Txecoslovàquia, que ja es trobava en un estadi avançat d'industrialització abans de la Segona Guerra Mundial. Així doncs, els intents de Novotný de modernitzar l'economia, com el Nou Model Econòmic de 1965, també recollien certes demandes de reformes polítiques.

### Congrés d'escriptors de 1967
A mesura que el règim semblava flexibilitzar les seves polítiques, la Unió d'Escriptors Txecoslovacs va començar a fer palès el seu descontentament, suggerint que la literatura hauria de ser independent de la doctrina del Partit Comunista. A través de la revista Literární noviny alguns d'aquests escriptors, entre els quals hi havia Ludvík Vaculík, Milan Kundera, Jan Procházka, Antonín Jaroslav Liehm, Pavel Kohout o Ivan Klíma, expressaren en diverses ocasions les seves idees socialistes més radicals, allunyades sovint de la línia del partit. Mesos després, alguns d'aquests van ser represaliats i la revista va passar a estar sota control del Ministeri de Cultura.

## Ascens de Dubček

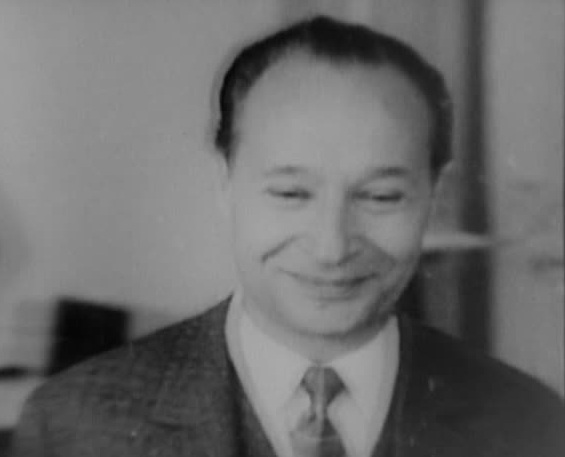
Captura d'un vídeo amb Alexander Dubček (Praga, 1968)

A partir de 1967, Antonín Novotný, el Primer Secretari del Partit Comunista de Txecoslovàquia es trobava en un moment de baixa popularitat i el líder del Partit Comunista d'Eslovàquia, Ota Šik, va qüestionar-lo durant una reunió del Comitè. Novotný va convidar el líder soviètic Leonid Bréjnev a Praga per tal d'obtenir el seu ajut, però en vista de la seva manca de suports, el mateix Bréjnev va recomanar-ne la substitució. Així el reformista Alexander Dubček va rellevar Novotný com a líder del partit el 5 de gener de 1968. El març Novotný va dimitir també de la presidència del país, essent substituït per Ludvík Svoboda, també de caràcter reformista.
Inicialment Dubček semblava un candidat relativament continuista. En una entrevista al diari oficial Rudé právo, Josef Smrkovský, membre del Partit Comunista, va declarar que la seva elecció reforçaria els objectius del socialisme al país i mantindria el caràcter proletari del Partit.

### Literární listy
Poc després de la presa de possessió de Dubček, l'escriptor Eduard Goldstücker va ser elegit president de la Unió d'Escriptors Txecoslovacs i editor en cap del setmanari Literární noviny. Si sota el mandat de Novotný aquest setmanari donava suport a la línia oficialista del partit, Goldstücker va posar ràpidament a prova la llibertat d'expressió al país, quan va criticar Novotný en una entrevista televisiva revelant les polítiques oficialistes del govern anterior i com, segons ell, aquestes dificultaven el progrés a Txecoslovàquia.
Malgrat la postura oficial del govern a favor de la llibertat d'expressió, aquesta va ser la primera prova important pel govern de Dubček. El fet que Goldstucker no patís cap repercussió pels fets va contribuir a crear un clima de seguretat al voltant dels mitjans de comunicació, el govern i els ciutadans. En els anys subseqüents la revista va canviar el nom a Literární listy i el febrer de 1968 va publicar per primer cop edicions no censurades. L'agost d'aquell mateix any la revista tenia una tirada de 300.000 exemplars, essent el setmanari amb més difusió d'Europa.

## Socialisme amb rostre humà

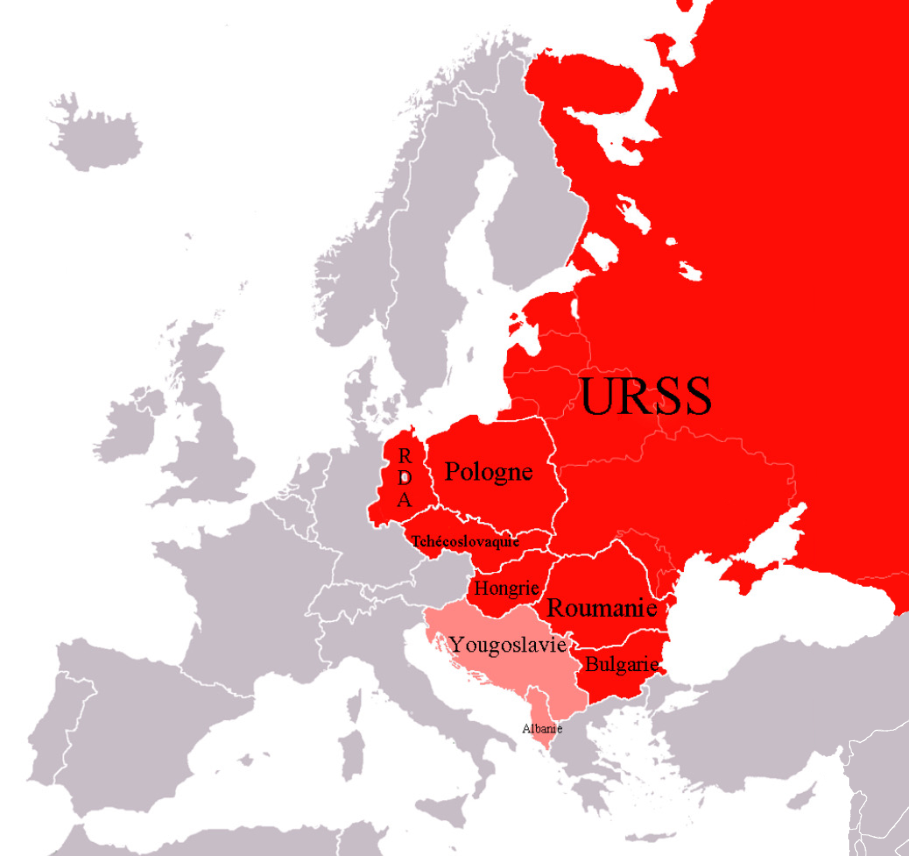
Països de l'anomenat Bloc de l'Est el 1968

### Programa Acció
Durant el vintè aniversari del Febrer Victoriós a Txecoslovàquia, Dubček va fer un discurs explicant les necessitats de canvi al país després del triomf del socialisme. En aquest s'emfatitzava la necessitat de reforçar l'eficàcia del partit en el seu paper de lideratge, i va acceptar el fet que, malgrat els esforços de Klement Gottwald per teixir millors relacions amb la societat el partit prenia massa sovint decisions de mà dura en temes trivials. Dubček va declarar que la missió del partit era construir una societat socialista avançada sobre bases econòmiques sòlides […] un socialisme que es correspongui amb la tradició democràtica històrica de Txecoslovàquia, i d'acord amb l'experiència d'altres partits comunistes.
Durant l'Abril, el govern de Dubček va posar en marxa el Akční program (Programa Acció) de liberalitzacions, que incrementava la llibertat de premsa, llibertat d'expressió i llibertat de moviment, amb un èmfasi econòmic en els béns de consum i la possibilitat d'un govern multipartit. El programa es basava en el convenciment que El socialisme no pot significar només l'alliberament dels treballadors de la dominació de l'explotació en les relacions de classe, sinó que ha de fer més esforços donar a les persones una vida més plena que la de qualsevol democràcia burgesa. Entre les accions previstes hi havia la limitació del poder de la policia secreta i la federació del país en dues nacions iguals. També incorporava la necessitat de mantenir bones relacions tant amb els països occidentals com amb la Unió Soviètica i la resta de països del Bloc Oriental. Parlava també d'una transició de 10 anys en el que seria possible la celebració d'eleccions democràtiques i una nova forma de socialisme democràtic podria reemplaçar l'statu quo.
Els que van redactar el programa, van ser molt curosos de no criticar les polítiques dels governs comunistes de la postguerra sinó d'assenyalar aquelles que havien sobreviscut la seva utilitat inicial. Per exemple la situació immediatament posterior a la guerra requeria mètodes centralistes i directivo-administratius per lluitar contra les restes de la burgesia i com que la victòria del socialisme havia vençut l'antagonisme de classes, aquests mètodes ja no eren necessaris. Les reformes eren doncs necessàries perquè l'economia txecoslovaca s'unís a la revolució científico-tècnica del món en lloc de confiar en la indústria pesant, la força de treball i les matèries primeres pròpies de l'estalinisme. A més a més, com que, segons el programa, el conflicte de classes s'havia superat, els treballadors podien ara ser compensats per les seves qualificacions i habilitats sense contravenir el Marxisme-Leninisme. El programa suggeria que era necessari assegurar que llocs de feina importants fossin ocupats per quadres socialistes capacitats i qualificats per tal de competir amb el capitalisme.
Malgrat que es preveia que les reformes es portessin a terme sota la direcció i els terminis del Partit Comunista de Txecoslovàquia, la pressió popular va fer que es comencessin a implementar de forma immediata. Després de l'abolició formal de la censura el 26 de juny de 1968 els sectors més antisoviètics van començar a fer aparicions a la premsa, els socialdemòcrates van començar a reorganitzar un nou partit i es van formar altres clubs polítics no afiliats al Partit Comunista. Mentre que els sectors més conservadors van demanar mesures repressives, Dubček va aconsellar moderació i va emfatitzar el lideratge del partit. Durant el Presídium del Partit Comunista de l'abril, Dubček va anunciar el seu programa polític amb un eslògan que esdevindria cèlebre: Socialisme amb rostre humà. El maig va anunciar també que el Catorzè Congrés del Partit Comunista seria el 9 setembre d'aquell mateix any, que incorporaria el Programa Acció en els estatuts del partit, que propugnaria una Llei de Federació i que elegiria un nou Comitè Central.

### Llibertat de premsa i reaccions
La relaxació de la censura de Dubček va propiciar un període de llibertat de premsa. Com que per primer cop es permetia el debat polític en la premsa, les reformes van començar a ser criticades. Durant l'època de la Primavera de Praga, les exportacions txecoslovaques estaven perdent competitivitat, i les reformes econòmiques de Dubček preveien mitigar aquest problema amb una mescla d'economia de mercat i economia planificada. Dins del mateix partit hi havia divisió d'opinions respecte a aquest fet i alguns creien que l'economia havia de romandre fonamentalment socialista. Dubček remarcava constantment el fet que les reformes econòmiques havien de seguir sota el lideratge del Partit Comunista.
El 27 de juny, l'escriptor Ludvík Vaculík, una figura rellevant en el país, va escriure el Manifest de les dues mil paraules, que expressava preocupació pel lideratge dels sectors més conservadors del Partit Comunista, a qui anomenava forces estrangeres i demanava que el poble agafés el control del programa de reformes. En aquesta ocasió tant Dubček com el Presídium i el Front Nacional de Txecoslovàquia es van unir la condemna del manifest.
La llibertat de premsa també va obrir la porta a una revisió del passat del país, especialment del seu període estalinista. En una altra aparició televisiva Goldstucker va presentar diverses fotografies, algunes d'elles manipulades, de líders comunistes que havien estat represaliats, empresonats o executats i esborrats així de la història oficial comunista. En aquest sentit, l'abril de 1968 la Unió d'Escriptors va formar un comitè, liderat per Jaroslav Seifert, per investigar les persecucions d'escriptors arran del Cop d'estat a Txecoslovàquia de 1948 i rehabilitar-ne el llegat. Els debats sobre l'estat del comunisme i sobre idees com la llibertat i la identitat s'anaven tornant més freqüents, i aviat van aparèixer publicacions independents com la revista sindical Prace (Treball). També van contribuir a aquest canvi el sindicat de periodistes, que ja el març de 1968 havien obtingut del govern el permís per als editors de rebre publicacions estrangeres sense censurar, permetent un diàleg més internacional sobre les notícies.
La premsa, la ràdio i la televisió també contribuïen a aquesta atmosfera celebrant reunions on estudiants i joves podien fer preguntes a escriptors com Goldstucker, Pavel Kohout o Jan Prochazka i represaliats polítics com Josef Smrkovský, Zdenek Hejzlar o Gustav Husak. Aquests fenòmens, així com la introducció gradual de les televisions a les cases, van permetre expandir el debat polític des dels cercles més intel·lectuals a d'altres més populars.

## Reacció soviètica

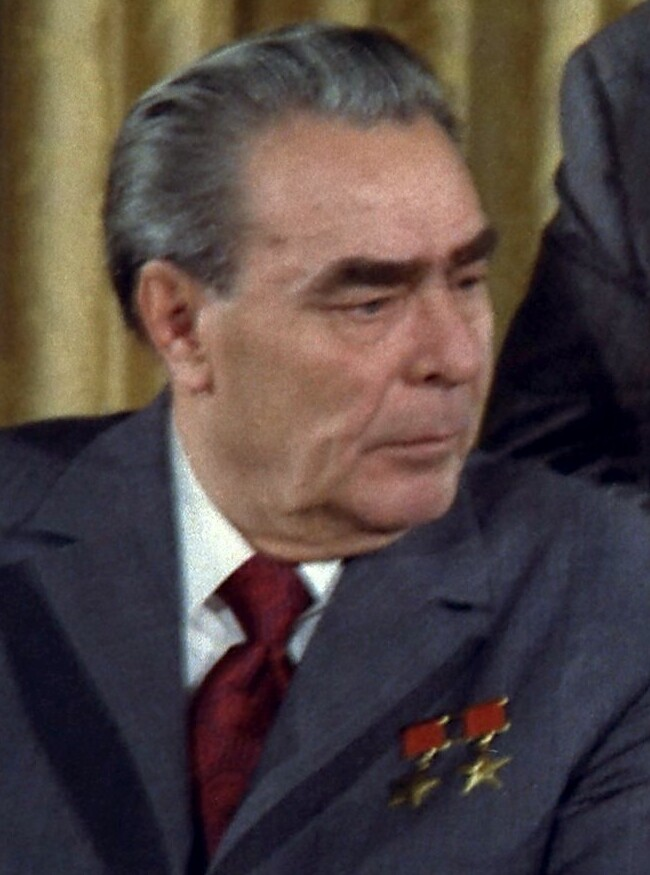
Leonid Bréjnev (en una foto de 1973), Secretari general del Partit Comunista de la Unió Soviètica durant la Primavera de Praga.

### Oposició
Dins de l'anomenat Bloc de l'Est les reaccions a la Primavera de Praga no van ser unànimes. El líder de la República Popular d'Hongria, János Kádár, va donar suport al nomenament de Dubček, però el soviètic Leonid Bréjnev aviat va expressar preocupació per les reformes, que creia que afeblirien la influència del Bloc Comunista en el context de la Guerra Freda. El 23 de març en una reunió a Dresden, els líders dels anomenats Cinc de Varsòvia (Unió Soviètica, Hongria, Polònia, Bulgària i Alemanya Oriental) van preguntar a la delegació txecoslovaca sobre les reformes, suggerint que qualsevol debat sobre democratització era una crítica amagada a altres polítiques. Władysław Gomułka i János Kádár estaven menys preocupats per les reformes que pel nivell de crítica que traspuava als mitjans del país i hi veien similituds amb la Revolució hongaresa de 1956. Alguns dels punts del Pla d'Acció van redactar-se per assegurar als líders comunistes que no es planejava cap contrarevolució. Williams suggereix que Dubček estava més sorprès que no pas ressentit davant les reticències soviètiques.
Els líders soviètics van intentar limitar o aturar les reformes txecoslovaques mitjançant una sèrie de negociacions. La Unió Soviètica va acceptar celebrar reunions bilaterals amb Txecoslovàquia el juliol a Čierna nad Tisou, prop de la frontera entre els dos països. A les trobades hi van assistir el mateix Bréjnev, Aleksei Kosiguin, Nikolai Podgorny o Mikhaïl Súslov pel bàndol soviètic i Dubček, Ludvík Svoboda, Oldřich Černík o Josef Smrkovský. Dubček va defensar les propostes del seu partit, alhora que jurava fidelitat al Pacte de Varsòvia i al COMECON. No obstant això, fins i tot dins de la delegació txecoslovaca, alguns membres es mostraven obertament contraris a les reformes.
Finalment Bréjnev va decidir cedir i buscar un punt d'entesa. Els delegats txecoslovacs reafirmarien la seva lleialtat al Pacte de Varsòvia, es comprometeren a controlar les tendències antisocialistes, especialment el renaixement del Partit Socialdemòcrata Txec, i de controlar la premsa de forma més estricta. Per la seva banda els soviètics retirarien les tropes que encara es trobaven a Txecoslovàquia després d'unes maniobres al juny, i permetrien la celebració del Congrés del Partit Comunista el 9 de setembre.
El 3 d'agost els representants dels Cinc de Varsòvia es van trobar de nou a Bratislava on van firmar la Declaració de Bratislava. En ella reforçaren un cop més la seva fidelitat al Marxisme-leninisme i a l'Internacionalisme proletari i declararen que continuarien la lluita contra la ideologia burgesa i les forces antisocialistes. La Unió Soviètica va expressar la seva intenció d'intervenir en qualsevol país del Pacte de Varsòvia si mai s'hi establia un sistema burgès, fet que a la pràctica establia una limitació al multipartidisme i al pluralisme polític. Després de la conferència, l'exèrcit soviètic es va retirar de Txecoslovàquia, però va romandre desplegat prop de les seves fronteres.

### Invasió

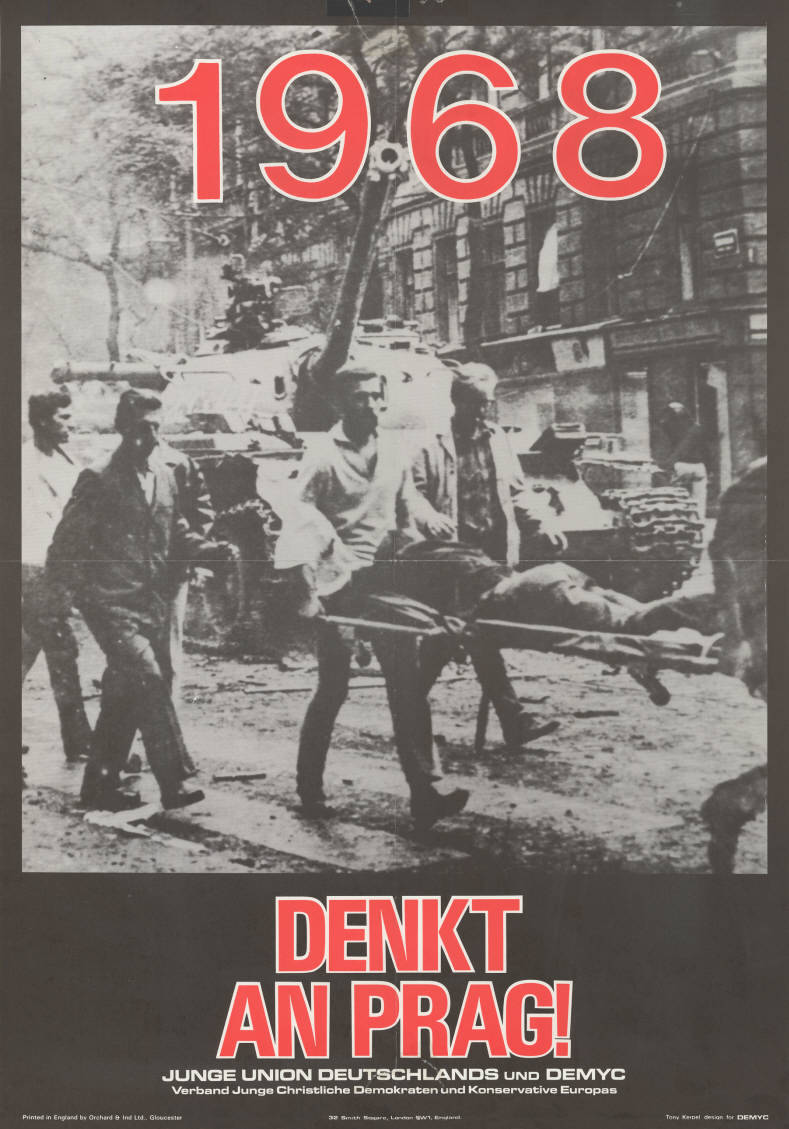
Uns homes transporten un ferit durant de la invasió soviètica de Txecoslovàquia l'estiu de 1968. El cartell, de les joventuts democristianes d'Alemanya Occidental, inclou l'eslògan "1968: Pensa en Praga".

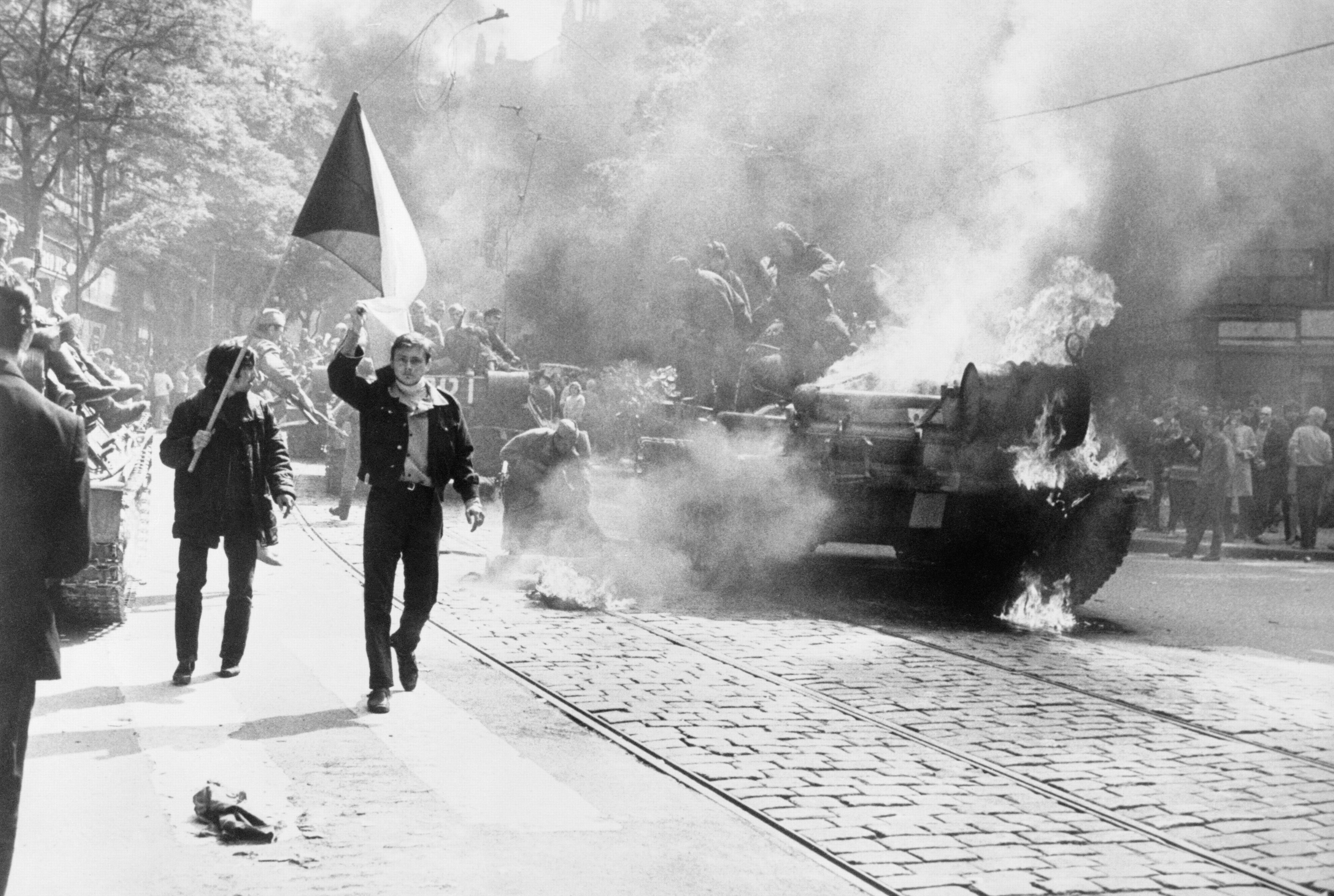
Joves txecoslovacs duen la Bandera de Txecoslovàquia davant d'un tanc soviètic en flames a Praga durant la invasió de 1968 en una imatge del fons fotogràfic de la CIA.

A mesura que les diferents rondes de converses acabaven amb resultats no concloents, els soviètics havien estat considerant una alternativa militar que, malgrat alguns progressos aparents, finalment va materialitzar-se l'estiu de 1968, només uns dies després la Declaració de Varsòvia. La nit del 20 al 21 d'agost, cinc països del Pacte de Varsòvia (la Unió Soviètica, l'Alemanya Oriental, la Bulgària, Polònia i Hongria) van envair el país de forma coordinada. Durant la nit, entre 200.000 i 500.000 soldats i entre 5.000 i 7.000 tancs van penetrar al país en un atac tipus Blitzkrieg. Inicialment van ocupar l'Aeroport Internacional de Ruzyně on immediatament van aterrar tropes especials. Les forces armades txecoslovaques van ser confinades a les casernes, que van ser rodejades pels invasors fins a neutralitzar l'amenaça de contraatac. El mateix matí del 21 d'agost, Txecoslovàquia estava pràcticament ocupada.
Romania i Albània van rebutjar participar en la invasió i van criticar-la de forma contundent, evidenciant discrepàncies en la línia d'acció del Bloc Oriental. Altres països comunistes fora del Pacte de Varsòvia, com Iugoslàvia i la República Popular de la Xina, també van rebutjar l'atac.
Durant la invasió, van morir 72 txecs i eslovacs i hi va haver 266 ferits greus i 436 ferits lleus. Alexander Dubček va demanar als seus conciutadans de no resistir-se a les tropes, però no va poder evitar bosses de resistència en alguns carrers. També es van donar moltes situacions de resistència pacífica per part dels txecoslovacs, com ara modificacions o retirada de molts cartells a les carreteres o el canvi de nom d'alguns pobles que passaren a anomenar-se Dubcek o Svoboda, per tal de despistar als invasors.
Malgrat que el Presídium txecoslovac va declarar que les tropes havien travessat la frontera sense el coneixement del govern, la premsa soviètica va publicar una petició sense firmar, suposadament de polítics i líders txecoslovacs, que demanava assistència immediata, incloent-hi la de les forces armades. Durant el 14è Congrés del Partit Comunista, celebrat secretament just després de la invasió, es va emfatitzar que cap membre de la direcció havia demanat la intervenció militar. Altres investigacions posteriors suggereixen que els líders més conservadors (Biľak, Švestka, Kolder, Indra o Kapek) si que podrien haver demanat secretament l'acció soviètica. Després dels fets, es van produir una sèrie d'importants onades migratòries, en les que entre 70.000 i 300.000 txecoslovacs van abandonar el país.
La política que considerava la resta de països socialistes com a estats satèl·lits, subordinant els seus interessos nacionals als del Bloc de l'Est, a través de la força si era necessari, seria posteriorment coneguda com a Doctrina Bréjnev, i no quedaria superada fins al 1989 amb la coneguda com Doctrina Sinatra. Encara avui en dia es desconeix amb seguretat quin esdeveniment concret, si és que n'hi va haver algun, va provocar la intervenció soviètica, ja que els dies immediatament previs a la invasió van ser particularment tranquils, sense cap acte de rellevància a l'agenda política i després de diverses declaracions conjuntes a favor de l'entesa entre els països del Bloc Oriental.

## Reaccions a la invasió

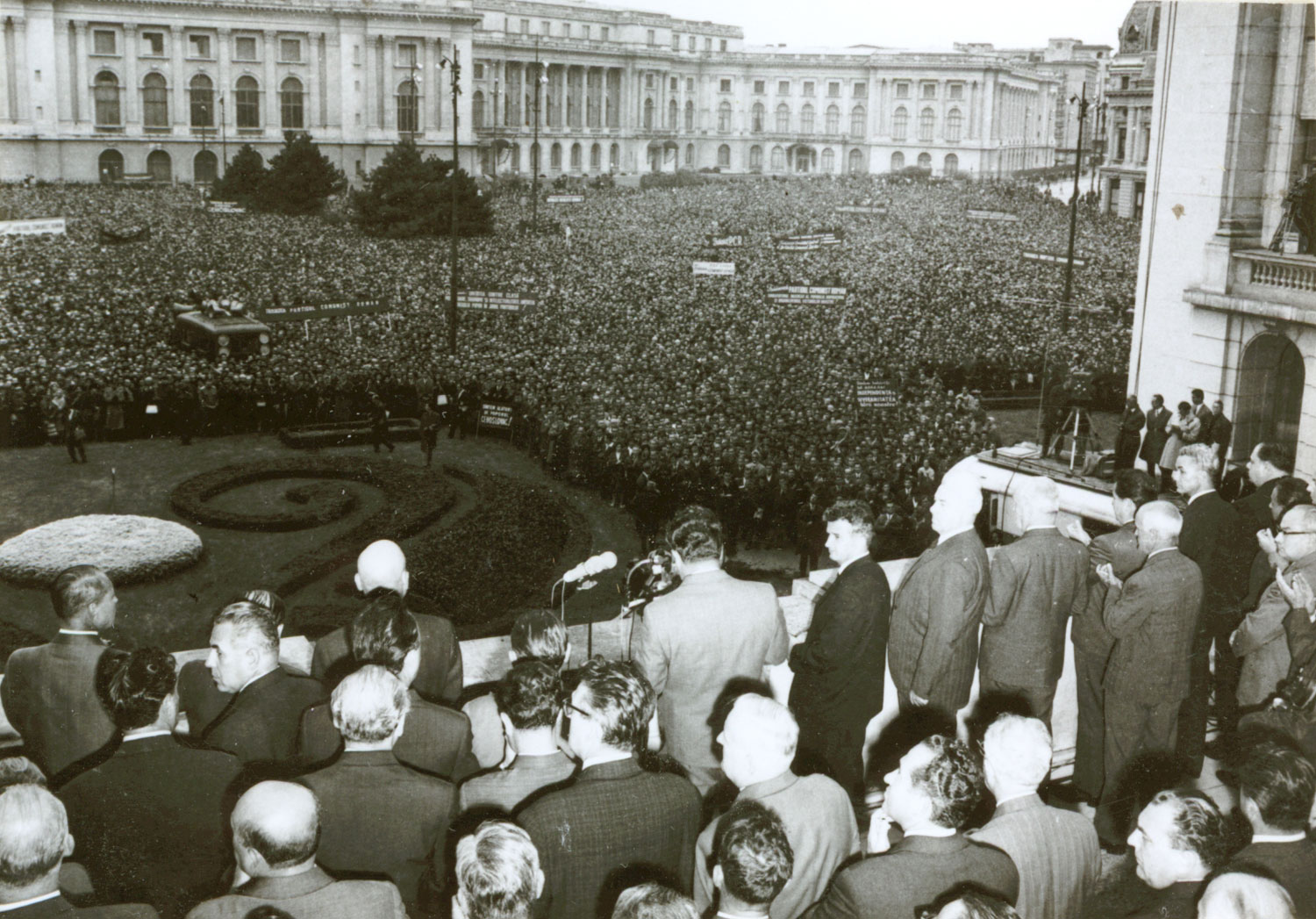
El Primer Ministre de Romania Nicolae Ceaușescu en una intervenció en contra de la invasió davant d'una multitud a Bucarest, el 21 d'agost de 1968.

La setmana posterior a la invasió es van registrar a Txecoslovàquia nombroses accions espontànies de resistència no-violenta. El 16 de gener de 1969, l'estudiant Jan Palach es va immolar calant-se foc a la plaça de Venceslau de Praga per protestar contra les noves limitacions a la llibertat d'expressió. Alguns civils també van aconseguir confondre els soldats durant la invasió o identificar i seguir cotxes de la policia secreta.
La resistència generalitzada hauria pogut contribuir en fer desistir als soviètics dels seus plans inicials de derrocar Dubček, que havia estat arrestat la nit del 20 d'agost i traslladat a Moscou. Juntament amb la resta d'alts càrrecs Txecoslovacs (el President Ludvík Svoboda, el Primer Ministre Oldřich Černík o el president de l'Assemblea Nacional Josef Smrkovský) van signar, sota una gran pressió psicològica el protocol de Moscou i es va acordar que Dubček continuaria en el càrrec i que es moderaria el programa de reformes.

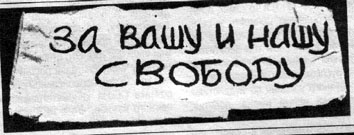
Pancarta de la manifestació de la Plaça Roja de Moscou en contra la invasió. S'hi llegeix l'eslògan en rus "Per la vostra llibertat i la nostra", un dels lemes no oficials de Polònia.

El 25 d'agost hi va haver una manifestació a la Plaça Roja de Moscou en contra de la invasió, on set manifestants van desplegar pancartes amb eslògans contra la intervenció. Els manifestants van ser posteriorment detinguts i represaliats, i les seves accions es van qualificar d' "antisoviètiques".
A la República Popular de Romania, on el Secretari General del Partit Comunista Nicolae Ceaușescu ja era un destacat detractor de la influència soviètica a la regió i un declarat defensor de Dubček, les crítiques a la invasió van ser molt més pronunciades. El dia 21 d'agost, Ceaușescu va fer un discurs públic a Bucarest molt dur amb la política soviètica. Albània, que també tenia discrepàncies amb la resta de països de l'Est arran de la Ruptura sinosoviètica, va retirar-se oficialment del Pacte de Varsòvia a causa de la invasió, que va qualificar d'acte de Social-imperialisme. A Finlàndia, país que es trobava sota una certa influència soviètica, la intervenció va ser considerada un escàndol majúscul.
Diversos partits comunistes d'Europa, incloent-hi el Partit Comunista Francès o l'Italià, van denunciar l'ocupació de Txecoslovàquia i, en canvi, l'influent líder del Partit Comunista Portuguès, Álvaro Cunhal, va ser dels pocs occidentals en donar-li suport, juntament amb el Partit Comunista de Luxemburg i algunes faccions del Partit Comunista Grec. El president finès Urho Kekkonen va ser un dels primers líders a visitar el país després de la invasió.

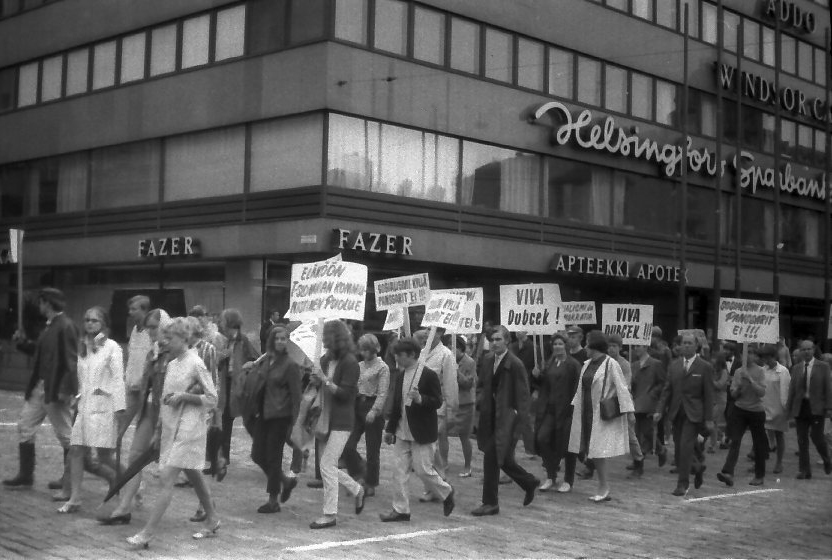
Manifestació a Hèlsinki contra la invasió de Txecoslovàquia.

Un gran nombre de països van denunciar la invasió des del primer moment i ja durant la mateixa nit, Canadà, Dinamarca, França, Paraguai, el Regne Unit i els Estats Units van demanar una reunió del Consell de Seguretat de les Nacions Unides. Durant la reunió, l'ambaixador txecoslovac Jan Muzik va denunciar la invasió mentre que el soviètic Jacob Malik va insistir que la intervenció oferia assistència fraternal contra forces antisocials.
L'endemà diversos països van demanar una resolució condemnant la intervenció i demanant la immediata retirada de les tropes. Aquesta va ser votada amb deu vots a favor, l'abstenció d'Algèria, l'Índia i el Pakistan i l'oposició de la Unió Soviètica (amb dret de veto) i Hongria. Els representants canadencs immediatament van voler introduir una nova moció i van demanar que l'ONU enviés un representant a Praga per treballar per l'alliberament dels líders txecoslovacs. El dia 26 d'agost el nou representant de Txecoslovàquia, de tendència pro-soviètica, va demanar que el tema es retirés de l'agenda del Consell de Seguretat.
Escriptors d'esquerra, com Tariq Ali, van argumentar que la relativa manca de reacció occidental es devia al fet que els estats d'Occident veien les reformes de Txecoslovàquia com una amenaça més gran al capitalisme que no pas al comunisme soviètic que, en gran manera, ja estava molt desacreditat el 1968.
La diplomàtica i futura ambaixadora dels Estats Units a Txecoslovàquia, Shirley Temple es trobava casualment al país durant la invasió i va poder organitzar combois per evacuar els ciutadans estatunidencs del país. La mateixa Temple va viure com a ambaixadora la fi del comunisme al país durant la Revolució de Vellut el 1989.

## Conseqüències

### Normalització i censura
La tropes del Pacte de Varsòvia van atacar quasi immediatament les seus dels mitjans de comunicació com Ràdio Praga i Televisió Txecoslovaca el 21 d'agost de 1968. Encara que els mitjans van poder narrar els moments inicials de la invasió, les noves normes sobre la censura es van aplicar aviat. El 28 d'agost diferents mitjans txecoslovacs van acceptar aturar la publicació de diaris per permetre una jornada de reflexió de les redaccions. Alguns mitjans van acceptar les recomanacions de Dubček de reinstaurar l'oficina censora amb la condició que es fes per només tres mesos. El mes de setembre el Partit Comunista de Txecoslovàquia va tornar a instaurar les antigues lleis de censura. En paraules de la declaració de Moscou, "la premsa, la ràdio i la televisió són els primers instruments per portar a terme de les polítiques del Partit i de l'Estat".
Aquests fets van representar el principi de la fi de la llibertat de premsa al país. El mes de novembre el Presídium del Partit, ja sota el control de Gustáv Husák, va declarar que la premsa no podia fer declaracions en contra dels invasors soviètics, ja que això suposaria violar els acords de l'Agost a Moscou. Els setmanaris Reporter i Politika van respondre amb duresa a aquesta amenaça i va criticar la política del Presídium. Com a resposta el govern va prohibir el Reporter durant un mes, va suspendre indefinidament el Politika i va prohibir els programes polítics en general a la ràdio i la televisió.
En aquest punt d'inflexió, els intel·lectuals estaven fins a cert punt dividits en les seves demandes. Encara que reconeixien les mesures de normalització del nou govern, encara es pensava que aquestes eren temporals. El 19 de desembre, encara confiat en la voluntat reformista de Dubcek, l'escriptor Milan Kundera va publicar un article titulat El nostre destí Txec al Literarni listy on afirmava:
| « | Els que avui cauen en la depressió i el derrotisme, afirmant que no hi ha prou garanties i que tot pot acabar malament, que podem acabar de nou en un marasme de censura i judicis, que això o allò pot passar, son simplement gent dèbil que només pot viure en il·lusions de certesa. | » |

No obstant tot això, el març de 1969, el nou govern txecoslovac, amb el suport de Moscou, va reinstaurar completament la censura prèvia a la Primavera de Praga, acabant amb qualsevol esperança que la normalització mantingués certes quotes de llibertat. El Presídium va presentar una declaració condemnant els mitjans que defensaven les reformes liberalitzadores de Dubcek com a co-conspiradors contra la Unió Soviètica i el Pacte de Varsòvia. Finalment el 2 d'abril el govern va adoptar mesures per assegurar la pau i l'ordre a través d'una censura més estricta. La restitució de la premsa lliure no es donaria fins al cap de més de 20 anys amb la Revolució de Vellut i la Dissolució de la Unió Soviètica.
Molts refugiats durant el conflicte van aconseguir restablir-se en països occidentals, on van constituir-se en grups de pressió per a les noves autoritats i van seguir reclamant durant molts anys millores en matèria de drets humans, llibertat de culte, llibertat d'expressió i dret d'asil per a presoners polítics i dissidents. Molts protestaren per la contínua presència de l'Exèrcit Roig a Txecoslovàquia durant els anys 70 i 80.

### Llegat polític
Fortament deslegitimat després de la invasió, a la seva tornada a Praga, Dubček va anunciar que es veien forçats a prendre algunes mesures temporals per limitar la democràcia i la llibertat d'expressió. Va ser finalment reemplaçat com a primer secretari l'abril de 1969, després dels coneguts com a disturbis de l'Hoquei. El seu lloc va ser ocupat per Gustáv Husák i ell va ser enviat d'ambaixador a Turquia, possiblement amb l'esperança que desertés. El juny de 1970 va ser rellevat del càrrec i va acabar treballant com a agent forestal.
Husák va acabar revertint la majoria de les reformes del seu predecessor, a través del procés conegut com a normalització. Els líders liberals van ser expulsats del Partit Comunista i els intel·lectuals que havien donat suport a les reformes van ser represaliats. La nova direcció del Partit va treballar per reinstaurar el poder de la policia i reforçar els llaços amb la resta de països del Bloc de l'Est. Va buscar també recentralitzar la gestió econòmica i recuperar el control de la planificació. Es va prohibir el debat polític als principals mitjans de comunicació i es va prohibir que individus sense plena confiança política fessin declaracions polítiques. L'únic canvi important que va sobreviure va ser la federalització del país, creant-se la República Socialista Txeca i la República Socialista Eslovaca el 1969.
El desembre de 1989, Dubček va donar suport a la coneguda com a Revolució de Vellut, que va provocar la caiguda del règim comunista a Txecoslovàquia. Durant la democratització del país, Dubček va presidir l'Assemblea General sota la presidència de Václav Havel. Va liderar breument el Partit Socialdemòcrata d'Eslovàquia i va declarar-se en contra la dissolució de Txecoslovàquia abans de la seva mort sobtada el novembre de 1992.
Durant els anys 80, molts mitjans destacaren les sorprenents similituds entre les famoses polítiques liberalitzadores del líder soviètic Mikhaïl Gorbatxov (Glasnost i Perestroika), i la idea de socialisme amb rostre humà de Dubček. El 1987 el futur president de la República Txeca, Václav Havel, destacava com Gorbatxov evitava aparicions públiques durant una visita a Praga per tal de no haver de contestar preguntes incòmodes sobre el tema. Preguntat per la diferència entre les reformes de Gorbatxov i les de la primavera de Praga un portaveu del govern va contestar "simplement, Dinou anys".

### Impacte cultural

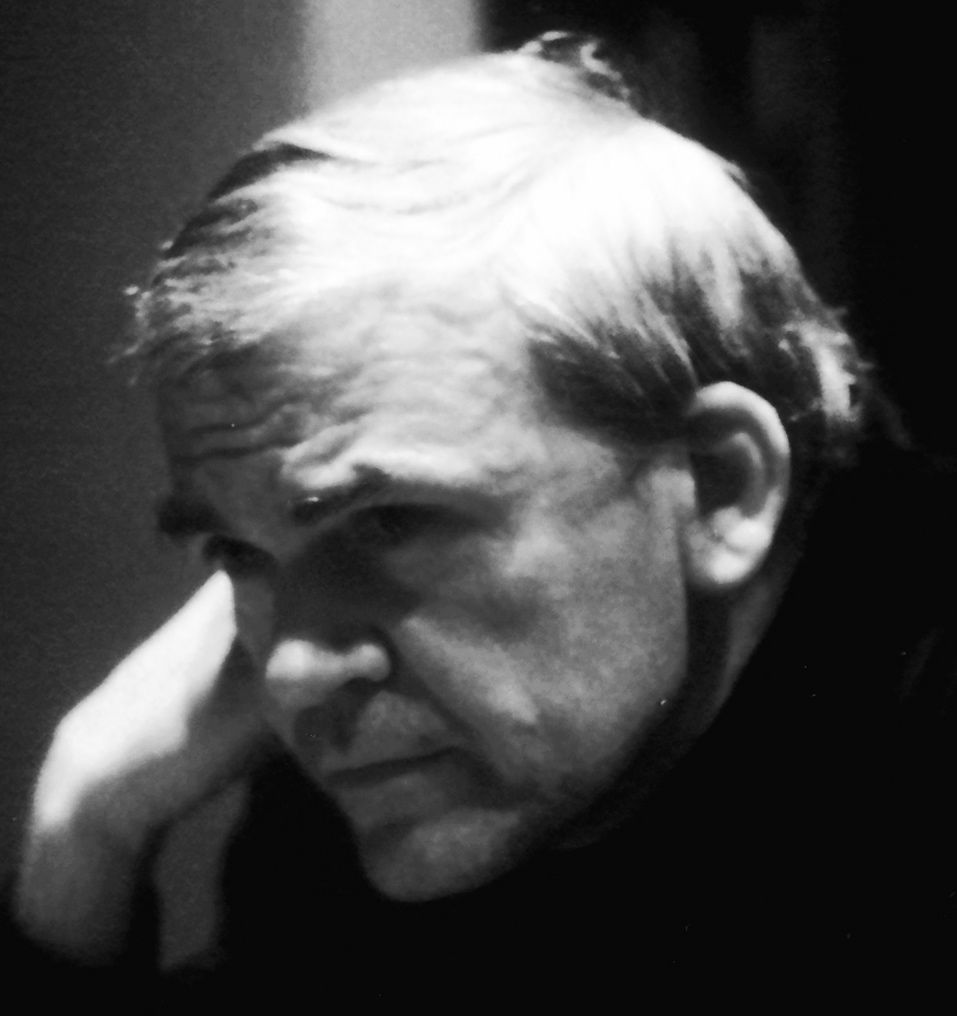
Milan Kundera (en una imatge de 1980) va escriure la seva obra mestra La insostenible lleugeresa del ser basada en els esdeveniments de la Primavera de Praga.

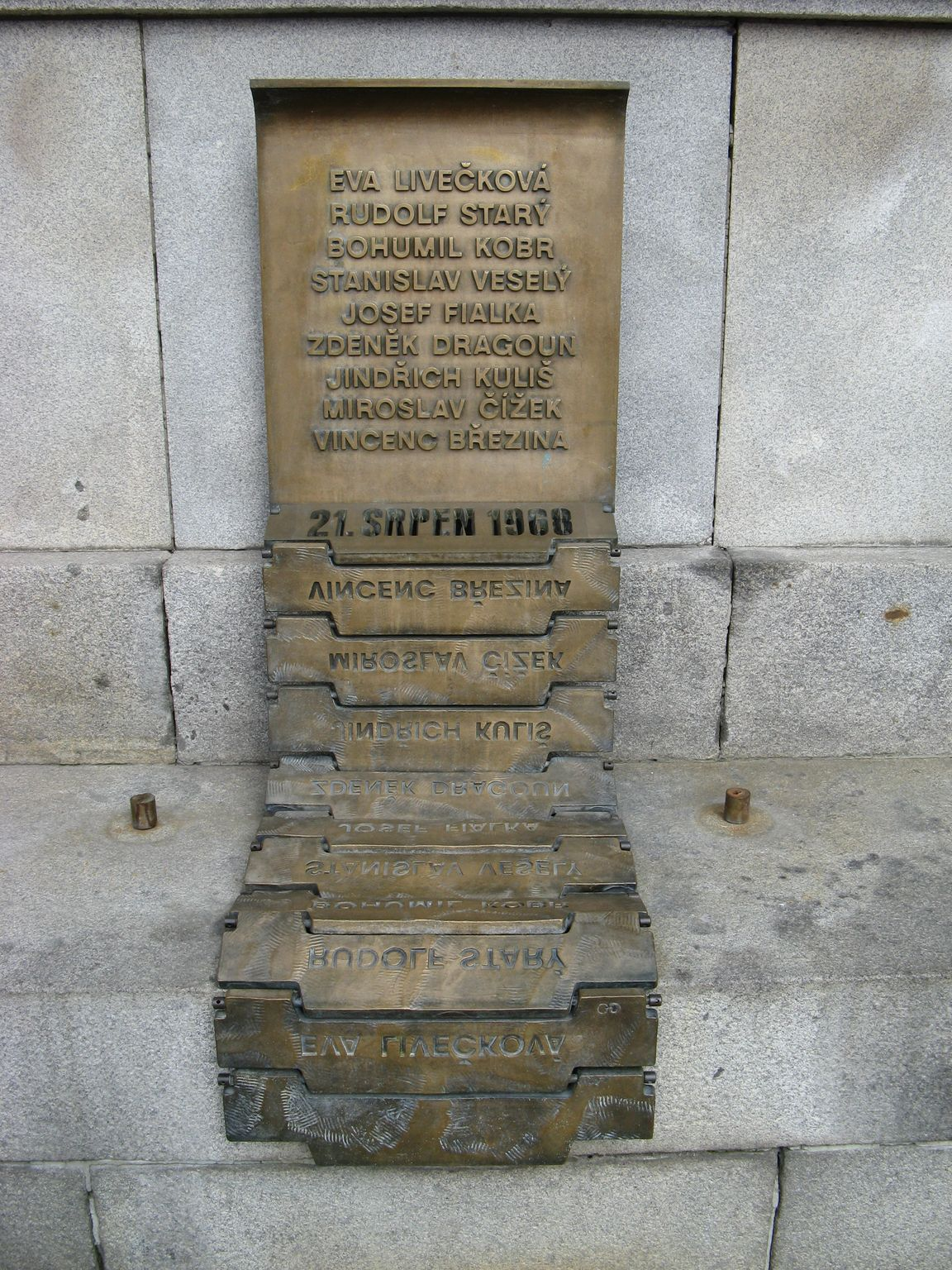
Monument a la Primavera de Praga a l'ajuntament de Liberec

La primavera de Praga va generar o eixamplar un fort descontentament del progressisme europeu cap a les idees soviètiques. Va contribuir decisivament a l'ascens de l'eurocomunisme, una ideologia que buscava un distanciament amb les polítiques de la Unió Soviètica i que va arribar a ser dominant en molts partits comunistes europeus.
Mentre que el nom de Primavera de Praga s'inspira en la coneguda Primavera de les Nacions de 1848, en diversos països europeus, altres processos similars, en els que es reforcen o s'intenten instaurar unes idees polítiques més liberals en països amb la llibertat restringida, n'han manllevat el nom. És el cas de la primavera de Pequín, la Primavera croata o més recentment la Primavera Àrab. Dins dels països catalans cal destacar la Primavera Valenciana de 2012.
L'any 1993 una enquesta va revelar que l'impacte dels esdeveniments al país encara era molt marcat i més del 60% dels enquestats eren capaços de relacionar la Primavera amb una memòria personal, mentre que més del 90% estaven familiaritzats amb els fets.
El número 68 ha esdevingut des d'aleshores icònic als països de l'antiga Txecoslovàquia i és per exemple el número de dorsal Jaromír Jágr, com a homenatge al seu avi que va morir a la presó durant la revolta. També l'editorial canadenca Toronto 68, que publicà diversos llibres d'autors txecoslovacs exiliats, agafa el seu nom de l'any dels fets.

#### Música
La Primavera de Praga apareix referenciada a la música de Karel Kryl per al Requiem de Luboš Fišer i a Music for Prague 1968 de Karel Husa. També és el tema de dues cançons al Festival de la Cançó d'Eurovisió. Prague, escrita per Shalom Hanoch i interpretada per Arik Einstein va representar Israel a l'edició de 1969 i és un lament al destí de la invasió i tribut a la immolació de Jan Palach. They Can't Stop the Spring, interpretada per Dervish, i també inspirada en els fets, va representar Irlanda a l'edició de 2007. El seu autor John Waters va descriure la cançó com un tribut a les revolucions de primavera inspirada en una teòrica cita de Dubček "Poden aixafar les flors però no poden aturar la primavera".

#### Literatura i teatre
La primavera de Praga apareix en diverses obres literàries des dels anys 60. L'obra mestra de Milan Kundera, La insoportable lleugeresa del ser (1984), segueix les repercussions de la presència soviètica i el seu règim dictatorial sobre la població de Txecoslovàquia Els alliberadors de Viktor Suvorov (1981) és també una descripció en primera persona de la invasió des del punt de vista d'un soldat soviètic. L'obra de teatre Rock 'n' Roll de Tom Stoppard (2006) també fa referència a la Primavera i a la Revolució de Vellut de 1989.
La Primavera de Praga és també un dels temes centrals de la novel·la Testament a Praga (1971) de Teresa Pàmies, escrita en forma de diàleg amb el seu pare, Tomàs Pàmies, durant el seu exili a Praga i amb el rerefons de la militància comunista de tots dos.

#### Cinema
Des de la mateixa data dels fets, la Primavera de Praga ha estat tema de diverses pel·lícules i obres documentals. El 1988 es va estrenar la pel·lícula La insostenible lleugeresa del ser, dirigida per Philip Kaufman i interpretada per Daniel Day-Lewis i Juliette Binoche, basada en la novel·la homònima de Milan Kundera. També la pel·lícula txeca Pelíšky (1999) del director txec Jan Hřebejk mostra els esdeveniments de la Primavera de Praga i acaba amb la invasió soviètica. La pel·lícula musical Rebelové (Rebels) de 2001 de Filip Renč narra els esdeveniments, la invasió i la subseqüent onada migratòria.